# Frankly Magazine
Frankly Magazine var et dansk livsstilsmagasin for homoseksuelle, der udkom hver fjerde måned. Magasinet beskæftigede sig med mode, shopping, musik og rejser ud fra en homoseksuel vinkel.
Magasinet, der var gratis, blev distribueret hovedsagligt via en række barer, caféer og butikker i København, Århus og Odense samt en række andre steder i provinsen. Det kunne dog også læses online, ligesom det var muligt at abonnere på magasinet.
Sidste nummer af magasinet udkom i maj 2008.
| Anime eller manga | Spire Denne artikel om medie og kommunikation er en spire som bør udbygges. Du er velkommen til at hjælpe Wikipedia ved at udvide den. |